# Ölunfall in Ostfriesland 2013

Übersichtskarte

Bei dem Ölunfall in Ostfriesland 2013 liefen ab dem 17. November 2013 für sieben Stunden rund 40.000 Liter Rohöl aus einer oberirdischen Verteileranlage der Kavernenanlage Etzel bei Etzel (Landkreis Wittmund) in die umgebende Landschaft.

## Ausgangslage
Die IVG Caverns GmbH, eine Tochtergesellschaft der IVG Immobilien AG, lagert in der Kavernenanlage Etzel über zehn Millionen Kubikmeter Rohöl. Die Anlage ist eines der größten Rohöllager Europas. Bereits seit den 1970er Jahren werden hier Rohöl und Gas gelagert. Mittlerweile werden mehr als 50 Kavernen genutzt; davon werden 29 für die Erdgas- und 23 für die Rohölspeicherung verwendet. Die Kavernen liegen im Salzstock Etzel in rund 1000 Meter Tiefe. Insgesamt plant die Betreibergesellschaft 144 dieser unterirdischen Speicheranlagen in Betrieb zu nehmen. Der Untergrundspeicher wurde nach der Ölkrise in den 1970er Jahren angelegt, um den deutschen Markt unabhängiger von kurzfristigen Lieferengpässen zu machen. Angeschlossen sind auch die Länder Belgien, die Niederlande und Portugal. Im Bedarfsfall könne das Rohöl über den Ölhafen von Wilhelmshaven in die Bedarfsländer verschifft werden.
Nach Betreiberangaben sei die Ölspeicherung in Salzkavernen „kostengünstig, sicher und umweltfreundlich“. Einige der Bürger in Etzel wehren sich gegen den geplanten Ausbau der Speicher, weil sie Unfälle, Bodenabsenkungen und Gebäudeschäden befürchten.

## Unfall
Am Sonntag, dem 17. November 2013, kam es zu einem Ölunfall in der Kavernenanlage. Der Unfall wurde durch ein nicht vollständig verschlossenes Absperrventil am Verteilerplatz 10 ausgelöst, der über Tiefbohrungen mit mehreren unterirdischen Speicherkavernen verbunden ist. Der Ölaustritt wurde am Sonntagmittag entdeckt. Das Unternehmen alarmierte daraufhin die umliegenden Feuerwehren der Gemeinde Friedeburg sowie den Gefahrgutzug des Landkreises Wittmund.

## Katastrophenschutz, Ölbekämpfung und Aufräumarbeiten
Das Öl war auf einer Strecke von 6,2 Kilometern in die umliegenden Fließgewässer ausgetreten. Bis zu 280 Einsatzkräfte der Feuerwehren, des Technischen Hilfswerkes und des Niedersächsischen Landesbetriebes für Wasserwirtschaft, Küsten- und Naturschutz installierten Ölsperren und pumpten das ausgelaufene Öl ab.
Zunächst blieb unklar, wie viel Öl bis zum Verschließen des Ventils aus der Anlage ausgetreten war. Die genaue Menge könne niemand bestimmen, sagte ein Sprecher des niedersächsischen Landkreises Wittmund einen Tag nach dem Unfall. Unklar war zunächst auch, welche Mengen bisher aufgefangen worden waren. Die Betreiberfirma äußerte sich dazu auf einer Pressekonferenz am Montag den 18. November 2013. Demnach sind rund 40.000 Liter Rohöl ausgetreten.
Am 20. November gaben die Einsatzkräfte bekannt, ca. 75 % des Öls abgesaugt zu haben. Immer wieder überwanden Teile des Öls die ausgelegten Ölsperren. Die Einsatzleitung forderte Pontons an, die in den stärker verschmutzen Bereichen rund um die Ortschaft Hohemey eingesetzt wurden. Zusätzlich wurden Ölplacken, die nicht mit der Strömung in die Ölsperren trieben, aus dem Schilf- und Uferbereich im Friedeburger Tief abgesaugt.
Nachdem zunächst eine Verschmutzung des Jadebusens und damit des UNESCO-Welterbes Nationalpark Niedersächsisches Wattenmeer befürchtet wurde, meldete der NDR am 22. November, dass die ausgelegten Hochsee-Ölsperren das verseuchte Wasser von der Nordsee abhalten konnten. THW und Feuerwehr konzentrierten sich auf einen knapp zwei Kilometer langen Abschnitt am Friedeburger Tief. Dort wurde Öl mit Spezialgeräten vom Ufer abgesaugt. Das Friedeburger Tief ist ein Gewässer in den Gemeinden Friedeburg (Landkreis Wittmund) sowie Sande und Zetel im Landkreis Friesland.
Am 25. November 2013 berichteten die Landkreise Wittmund und Friesland, die Lage unter Kontrolle zu haben und die weitere Beseitigung der Ölschäden an die Verursacherfirma IVG Caverns zu übergeben. Die Einsatzabschnitte wurden von der IVG und einer Fachfirma überwacht, die auch weiteres Öl absaugte. Die Wasserbehörden von Friesland und Wittmund begleiteten die Aufräumarbeiten.

## Katastrophenmanagement
Der niedersächsische Wirtschaftsminister Olaf Lies (SPD) übernahm nach seinem Besuch am Unfallort das Krisenmanagement selbst. Er werde zudem anweisen, dem verantwortlichen Unternehmen IVG Caverns den Einbau von Überwachungssystemen zum sofortigen Erkennen von Ölaustritt vorzuschreiben und die Kontrollintervalle zu verkürzen. Lies dankte den freiwilligen Helfern, den Angehörigen der Feuerwehren und des Technischen Hilfswerks für ihren Einsatz und lobte die gute Zusammenarbeit der Kreise beim Krisenmanagement.
Der niedersächsische Umweltminister Stefan Wenzel (Grüne) kritisierte die Betreibergesellschaft: Die IVG Caverns habe den Schaden erst sehr spät gemeldet und auch die Öffentlichkeit unzureichend informiert. Dadurch sei wertvolle Zeit verlorengegangen. Gleichzeitig lobte auch er die Arbeit der vielen ehrenamtlichen Helfer. Wenzel sprach weiter von vielen noch offenen Fragen zur Ursache des Unfalls und den technischen Standards der Anlage. Nach Abschluss der Ölbekämpfung sollen nach seinem Willen Experten die Unfallschäden begutachten und die Folgekosten ermitteln, welche vom Betreiber IVG zu bezahlen sind.
Ein IVG-Sprecher sagte, dass die Versicherung des Unternehmens für den Schaden aufkommen werde. Die Insolvenz der Muttergesellschaft des Unternehmens habe darauf keine Auswirkungen.

## Folgen

### Umwelt
Der Ölfilm auf der Wasseroberfläche verschmutzte umliegende Gewässer (Schiffsbalje, Friedeburger Tief und Ellenserdammertief) in einem Umkreis von mehreren Kilometern.
Der Naturschutzbund Deutschland (NABU) im Landkreis Wittmund meldete am 19. November zwei tote Höckerschwäne mit veröltem Gefieder in der Zeteler Marsch. „Die Bürger dürfen nicht glauben, dass das Öl keinen Schaden mehr anrichtet, sobald es nicht mehr zu sehen ist“, sagte der Wittmunder NABU-Kreisvorsitzende Schäfer. Er forderte einen sofortigen Stopp des Kavernenausbaus.

### Grundwasser
Eine Grundwassergefährdung dementierte der Landkreis Wittmund, die Wassereinzugsgebiete der Wasserwerke Sandelermöns und Klein-Horsten seien durch die Ölverunreinigung nicht gefährdet. Das Wassereinzugsgebiet von Sandelermöns liegt zirka sechs Kilometer entfernt. Das Grundwasser fließt in Richtung Nord-Osten zum Jadebusen, so dass dieses Trinkwassereinzugsgebiet außerhalb der Grundwasserfließrichtung liegt.
Das Wasserwerk Klein-Horsten dient der Trinkwasserversorgung der Stadt Wilhelmshaven. Sein Wassereinzugsgebiet liegt in zirka eineinhalb Kilometer Entfernung von der Unglücksstelle. Sowohl die Strömungsrichtung des Grundwassers und auch die Fließrichtung der verunreinigten Schiffsbalje führen in nordöstliche Richtung von dem Schutzgebiet weg.
Am 23. Dezember 2013 teilte das LBEG mit, dass das Etzeler Trink- und Grundwasser durch den Ölunfall nicht beeinträchtigt wurde und die Schadstoffkonzentration in den Oberflächengewässern in den letzten Tagen stark abgenommen hat.

### Rechtliche Folgen
Mitte Dezember 2013 gab das Landesamt für Bergbau, Energie und Geologie (LBEG) den betroffenen Kavernen-Verteilerplatz 10 wieder frei. Weiterhin erteilte es Auflagen zur Verbesserung der innerbetrieblichen Organisation und der technischen Systeme, mit denen ein Ölaustritt frühzeitig erkannt werden soll.

#### Ermittlungen und Klagen
Die Staatsanwaltschaft in Aurich nahm nach dem Unfall Ermittlungen zur Unfallursache auf. Unbestätigten Meldungen zufolge war bereits seit dem 14. November 2013 Öl ausgelaufen. Ein Sprecher des Kreises sagte, die Information sei zur Prüfung an das LBEG weitergegeben worden.
Die bereits seit Jahren gegen die Erweiterung der Kavernenanlage protestierende Bürgerinitiative Lebensqualität Horsten-Etzel-Marx erstattete nach dem Unfall zwei Anzeigen. Die erste Anzeige richtet sich gegen die Betreiberfirma IVG Caverns; Eine weitere Anzeige richtet sich gegen das LBEG: Es gehe um den Verdacht der Umwelt- und Gewässerverschmutzung sowie um den Vorwurf der Verletzung der Aufsichtspflicht, das Landesamt habe dem Betreiber IVG eine unsichere Anlage genehmigt. Außerdem könne das Amt den Unfall nicht untersuchen, wenn es bei einem möglichen eigenen Verschulden Ermittlungen gegen sich selbst einleiten müsse.
Der Betreiber der Anlage vermutete als Unfallursache Sabotage des Ventils und hat daher eine Belohnung von insgesamt 10.000 Euro für Hinweise ausgelobt, die zur Ermittlung oder Ergreifung des Verursachers führen. Die Staatsanwaltschaft ermittelte wegen der Vermutung, das in Rede stehende Ventil entspräche nicht dem neuesten Stand der Technik, gegen das LBEG als genehmigende Behörde.